# Tomasz Byrt
Tomasz Byrt (né le 25 janvier 1993) est un sauteur à ski polonais. 

## Biographie
Il fait ses débuts en Coupe du monde en janvier 2011 à Zakopane. Deux mois plus tard, il obtient son premier et seul podium lors d'une épreuve par équipe disputée à Lahti. Il est licencié au club de KS Wisła Ustronianka.

## Palmarès

### Championnats du monde
| Épreuve / Édition | Épreuve / Édition | Oslo 2011 |
| Petit Tremplin    | Petit Tremplin    | 50e       |

### Championnats du monde junior
- Erzurum 2012
  -  Médaille d'argent par équipes

### Coupe du monde
- Meilleur classement final : 78e en 2011.
- 1 podium : 1 troisième place.